# Rhizamminidae
Rhizamminidae es una familia de la superfamilia Komokioidea y del orden Komokiida. Su rango cronoestratigráfico abarca el Holoceno.

## Discusión
Los géneros de Rhizamminidae han sido tradicionalmente incluidos en la familia Rhabdamminidae de la superfamilia Astrorhizoidea del orden Textulariida o en el orden Astrorhizida. Clasificaciones recientes han incluido Rhizamminidae y la superfamilia Komokioidea en el suborden Astrorhizina del orden Astrorhizida.

## Clasificación
Rhizamminidae incluye a las siguientes géneros:
- Rhizammina
- Testulorhiza